# Tigerspett
Tigerspett (Meiglyptes grammithorax) är en fågel i familjen hackspettar inom ordningen hackspettartade fåglar.

## Utseende
Tigerspetten är en liten (17–18 cm) kortstjärtad hackspett med tofs i nacken och tydligt beigefärgad övergump. Den svarta näbben är relativt kort och trubbig för att vara en hackspetts. På huvudet och övre delen av bröstet är den ljust beigefärgad och tunt tvärbandad i svart. På manteln, vingovansidorna och stjärten är den svart med ljusa vitaktiga tvärband. Hanen har även ett rött strupsidestreck. Andra hackspettar i utbredningsområdet saknar den ljusa övergumpen. Liknande zebraspetten, tidigare behandlad som egen art, skiljer sig från tigerspetten genom vitare grundton, svart på bröst och buk, vitare övergump och hos hanen något rödare mustaschstreck. Dessa överlappar heller inte i utbredningsområde.

## Utbredning och systematik
Tigerspetten förekommer i Sydostasien,  i södra Myanmar och Thailand samt på Sumatra, Borneo och näraliggande öar. Tidigare inkluderades zebraspetten (M. tristis) på Java i arten, men urskiljs som egen art sedan 2014 av Birdlife International och internationella naturvårdsunionen IUCN, sedan 2023 även av International Ornithological Congress. 

## Levnadssätt
Tigerspetten hittas i olika typer av skogar, men föredrag skogsbryn och ungskog. Den rör sig snabbt genom träden i par eller i kringvandrande artblandade flockar. Unikt för hackspettar plockar den insekter från lövverket snarare än hackar på grenar och stammar. 

## Status och hot
Arten har ett stort utbredningsområde, men tros minska i antal, dock inte tillräckligt kraftigt för att den ska betraktas som hotad. Internationella naturvårdsunionen IUCN listar arten som livskraftig (LC).